# Ортис, Омар
Омар Ортис Урибе (исп. Omar Ortiz Uribe род. 13 марта 1976, Монтеррей) — мексиканский футболист, вратарь. Выступал за сборную Мексики.

## Карьера
Омар дебютировал в 1997 году в составе клуба «Монтеррей».
Позже он провёл несколько успешных сезонов в командах «Атлетико Селайя» и «Чьяпас». За время работы в клубе «Атлетико Селайя» он провёл одну игру за сборную Мексики — против Гватемалы во время Золотого кубка КОНКАКАФ 2002 года. Ортис дебютировал в составе клуба «Атланте» 25 февраля 2009 года в полуфинале Лиги чемпионов КОНКАКАФ против футбольного «Хьюстон Динамо» из MLS. В мае 2010 года он был отстранён от футбола на два года за то, что его тест дважды дал положительный результат на запрещённые стероиды оксиметолон и мастерон.

## Арест
8 января 2012 года Ортис был арестован по обвинению в сотрудничестве с бандой, совершившей не менее 20 похищений, в том числе похищение мужа певицы Глории Треви в 2011 году. Банда требовала сумму около 1 миллиона песо за освобождение каждой жертвы. Позже он признался, что группа похитителей работала на печально известную преступную организацию, известную как Картель Гольфо.
В сообщениях правительства Нуэво-Леон упоминается, что Ортис пристрастился к кокаину. Фактически, газета La Jornada упоминает, что футболист стал участником сети похитителей из-за своей наркомании. Ортис также признался, что испытал «финансовые проблемы» после того, как ему запретили играть в профессиональный футбол в течение двух лет из-за употребления запрещенных веществ. Он был признан виновным как минимум в трёх похищениях и 8 января 2019 года приговорён к 75 годам лишения свободы.